# Daniel Stern (attore)
Daniel Jacob Stern (Bethesda, 28 agosto 1957) è un attore statunitense, conosciuto per le sue interpretazioni in Scappo dalla città - La vita, l'amore e le vacche, Mamma, ho perso l'aereo, Un furfante tra i boyscout e Whip It.

## Biografia

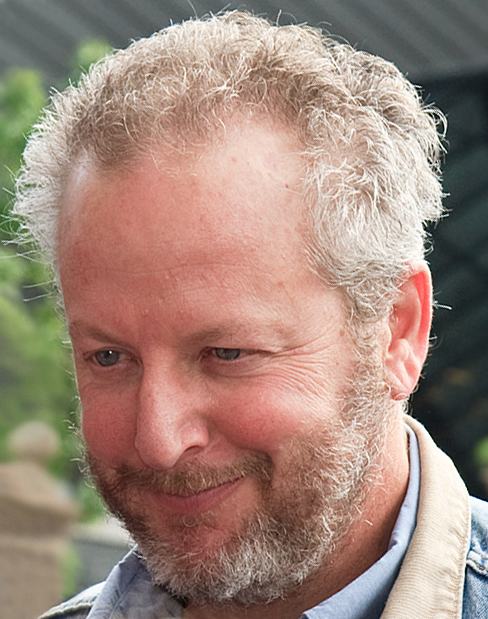
Daniel Stern nel 2009

Stern è cresciuto a Bethesda, nel Maryland, suo padre è un assistente sociale e sua madre gestiva un centro diurno. La sua famiglia è ebrea aschenazita. Suo fratello è lo scrittore televisivo David M. Stern. Durante i suoi anni alla Bethesda-Chevy Chase High School, Stern ha recitato in diverse produzioni teatrali, tra cui il ruolo di CC Baxter in Promises, Promises e Tevye in Fiddler on the Roof. Stern ha fatto domanda per un lavoro come tecnico.
Inizia a lavorare come addetto all'illuminazione in uno Shakespeare Festival di Washington, ma successivamente viene assunto come supervisore. Dopo aver preso lezioni di recitazione, ha iniziato la sua carriera in teatro. Nel 1979 ha esordito come attore cinematografico in All American Boys. Stern ha in seguito interpretato numerosi ruoli in commediali, come il ladro Marv Merchants in Mamma, ho perso l'aereo e Mamma, ho riperso l'aereo: mi sono smarrito a New York e Max Grabelski in Un furfante tra i boyscout. Con il ruolo di Marv Merchants ha fatto un passo avanti nella sua carriera ed ha finalmente conosciuto la popolarità. Stern è anche noto per aver fornito la voce del narratore nella serie televisiva Blue Jeans e per il personaggio principale della serie animata Dilbert, realizzato sulla base del fumetto di Scott Adams.

## Vita privata
È sposato dal 1980 con l'attrice Laure Mattos, dalla quale ha avuto tre figli: Henry (1982), Sophie (1986) ed Ella Marie (1989). I suoi migliori amici sono Billy Crystal e Joe Pesci, attori di Scappo dalla città - La vita, l'amore e le vacche e Mamma, ho perso l'aereo.

## Filmografia

### Cinema
- All American Boys (Breaking Away), regia di Peter Yates (1979)
- E ora: punto e a capo (Starting Over), regia di Alan J. Pakula (1979)
- Stardust Memories, regia di Woody Allen (1980)
- Crazy Runners - Quei pazzi pazzi sulle autostrade (Honky Tonk Freeway), regia di John Schlesinger (1981)
- A cena con gli amici (Diner), regia di Barry Levinson (1982)
- Tuono blu (Blue Thunder), regia di John Badham (1983)
- Flippaut (Get Crazy), regia di Allan Arkush (1983)
- C.H.U.D., regia di Douglas Cheek (1984)
- Hannah e le sue sorelle (Hannah and Her Sisters), regia di Woody Allen (1986)
- D.O.A. - Cadavere in arrivo (D.O.A), regia di Annabel Jankel (1988)
- Milagro (The Milagro Beanfield War), regia di Robert Redford (1988)
- Leviathan, regia di George Pan Cosmatos (1989)
- Piccoli mostri (Little Monsters), regia di Richard Greenberg (1989)
- Il testimone più pazzo del mondo (My Blue Heaven), regia di Herbert Ross (1990)Coupé de ville (1990)

- Mamma, ho perso l'aereo (Home Alone), regia di Chris Columbus (1990)
- Scappo dalla città - La vita, l'amore e le vacche (City Slickers), regia di Ron Underwood (1991)
- Mamma, ho riperso l'aereo: mi sono smarrito a New York (Home Alone 2: Lost in New York), regia di Chris Columbus (1992)
- La recluta dell'anno (Rookie of the Year), regia di Daniel Stern (1993)
- Scappo dalla città 2 (City Slickers II: The Legend of Curly's Gold), regia di Paul Weiland (1994)
- Un furfante tra i boyscout (Bushwhacked), regia di Greg Beeman (1995)
- Celtic Pride - Rapimento per sport (Celtic Pride), regia di Tom DeCerchio (1996)
- Cose molto cattive (Very Bad Things), regia di Peter Berg (1998)
- L'ultima occasione (The last time), regia di Michael Caleo (2006)
- Whip It, regia di Drew Barrymore (2009)
- The Next Three Days, regia di Paul Haggis (2010)
- Game Over, Man!, regia di Kyle Newacheck (2018)
- James vs. His Future Self, regia di Jeremy Lalonde (2019)

### Televisione
- I Simpson (The Simpsons) – serie animata, 2 episodi (1991) – voce
- Frankenweenie, regia di Tim Burton – film TV (1984)
- Detective Monk (Monk) – serie TV, episodio 8x03 (2009)
- Manhattan – serie TV, 15 episodi (2014-2015)
- Love – serie TV, episodio 2x08 (2017)
- I film della nostra infanzia (The Movies That Made Us) – serie TV, un episodio (2019)
- For All Mankind – serie TV, 8 episodi (2023)

## Doppiatori italiani
Nelle versioni in italiano dei suoi film, è stato doppiato da:
- Mino Caprio in Mamma, ho perso l'aereo, Mamma, ho riperso l'aereo: mi sono smarrito a New York, Celtic Pride - Rapimento per sport, I film della nostra infanzia
- Vittorio De Angelis in Milagro, D.O.A., Scappo dalla città 2, Cose molto cattive
- Massimo Rossi in Scappo dalla città - La vita, l'amore e le vacche
- Sergio Di Giulio in Leviathan, Hannah e le sue sorelle
- Stefano Benassi in Il testimone più pazzo del mondo, Game Over, Man!
- Massimo Lodolo in L'ultima occasione
- Teo Bellia in La recluta dell'anno
- Danilo De Girolamo in Un furfante tra i boyscout
- Massimo Giuliani in Tuono blu
- Fabrizio Temperini in Whip It
- Franco Mannella in Detective Monk
- Pasquale Anselmo in The Next Three Days
- Stefano Alessandroni in Manhattan
- Gianni Giuliano in Love
- Stefano De Sando in For All Mankind
- Sergio Romanò in Workaholics

Come doppiatore, Stern è stato sostituito da:
- Mino Caprio in Blue Jeans